# Guabiruba
Guabiruba est une ville brésilienne de l'État de Santa Catarina.

## Généralités
La ville se situe dans la vallée du rio Itajaí et fut principalement colonisée par des immigrants allemands venus de la région de Baden.
Au mois de septembre, s'y déroule les « rencontres des joueurs de cornemuse » (Encontro de Gaiteiros en portugais), au bénéfice d'associations caritatives.

## Géographie
Guabiruba se situe par une latitude de 27° 05′ 09″ sud et par une longitude de 48° 58′ 52″ ouest, à une altitude de 60 mètres. Sa population était de 18 433 habitants au recensement de 2010. La municipalité s'étend sur 174 km2.
Elle fait partie de la microrégion de Blumenau, dans la mésorégion de la Vallée du rio Itajaí.
Une partie du territoire de la municipalité fait partie du parc national de la Serra do Itajaí.

## Villes voisines
Guabiruba est voisine des municipalités (municípios) suivantes :
- Gaspar
- Brusque
- Botuverá
- Blumenau